# Миколаївський обласний шахово-шашковий клуб імені Миколи Шелеста
Миколаївський обласний шахово-шашковий клуб імені Миколи Шелеста (скорочено – Миколаївський шахово-шашковий, частіше – Миколаївський шаховий клуб) — товариство любителів шахів міста Миколаєва, а також будівля, в якій базується Федерація шахів Миколаївської області. Розташований за адресою вулиця Фалєєвська, 1А, на розі з вулицею Набережною, поблизу Флотського бульвара. Відкрився 1 листопада 1992 року в приміщенні колишнього радіовузла.

## Історія

### Будівля
Будівлю споруджено на початку XX століття. За одним з припущень, будинок належав одному з пастирів лютеранської церкви, що розташовується зовсім поруч. Проте за даними старих мап міста, раніше на цьому місці розташовувалися павільйони для налаштування морських навігаційних пристроїв. 
У 1920-ті роки в цьому будинку облаштувався Миколаївський комітет радіо. Саме звідси велися трансляції радіопередач для міста. Тоді на електричних стовбах розміщувалися гучномовці, через які і подавался інформація. Пізніше сигнал почав передаватися безпосередньо на радіоточки в квартирах городян. Як радіовузл будівля використовувалася до середини 1980-х років. 
На початку 1990-х років будівлю зайняли шахісти, куди остаточно переїхали у листопаді 1992 року. Зараз тут розміщується Федерація шахів Миколаївської області. 
Разом з новими власниками змінився і зовнішній вигляд будівлі. Завдання надати звичайному будинку образ шахового клубу було дано миколаївському архітектору Вадиму Попову. Архітектор проєктував будинок з перспективою, так як припускалося, що в ньому проводитимуться обласні та республіканські змагання, а для цього місця має бути достатньо. 
До шахового комплексу було приєднано колонаду, зробивши її літнім майданчиком для гри в шахи. Також було спроєктовано криту терасу, де можна було б грати навіть коли на вулиці дощило, а в підвалі, де зараз склад, передбачалося приміщення для буфету. Але найголовніше – на даху будівлі з'явилися скульптури шахових фігурок. Цей задум архітектора, на відміну від попередніх, будівельники хоч і не повною мірою, але виконали.
У 2018 році почалася масштабна реконструкція клуба. Усередині було повністю відремонтовано зали для проведення турнірів, зроблена акустична стеля. Фасад пофарбований у синьо-білі кольори, вставлено годинник, але разом з тим зникли скульптури шахових фігур.

До архітектурного ансамблю шахового клубу також належить ротонда. Зведена у 1950-ті роки як павільйон для продажу морозива і напоїв, тільки після реставріції головної будівлі 1998 року перейшла у володіння шахового клубу.

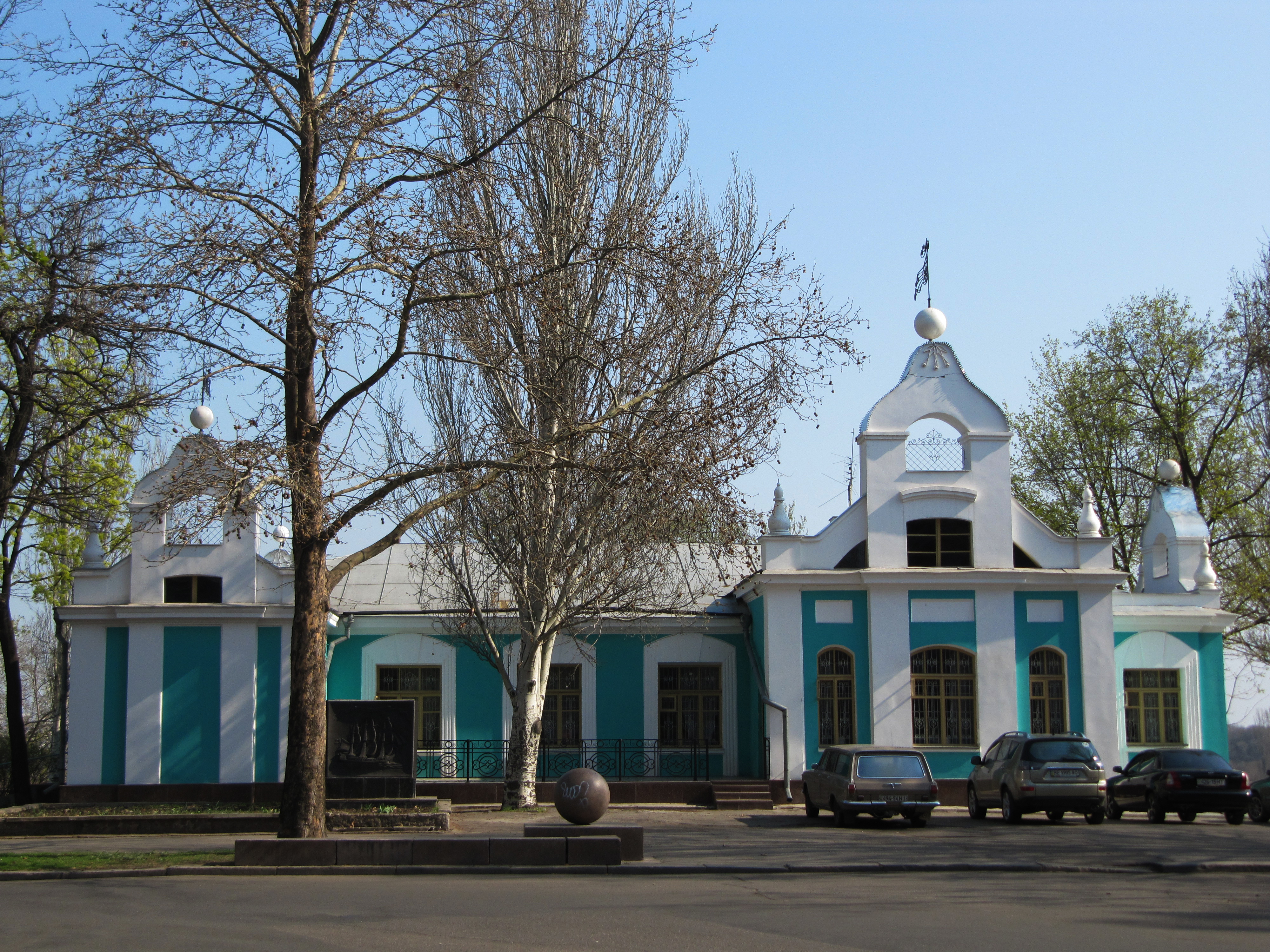
Будівля клубу. Південний фасад
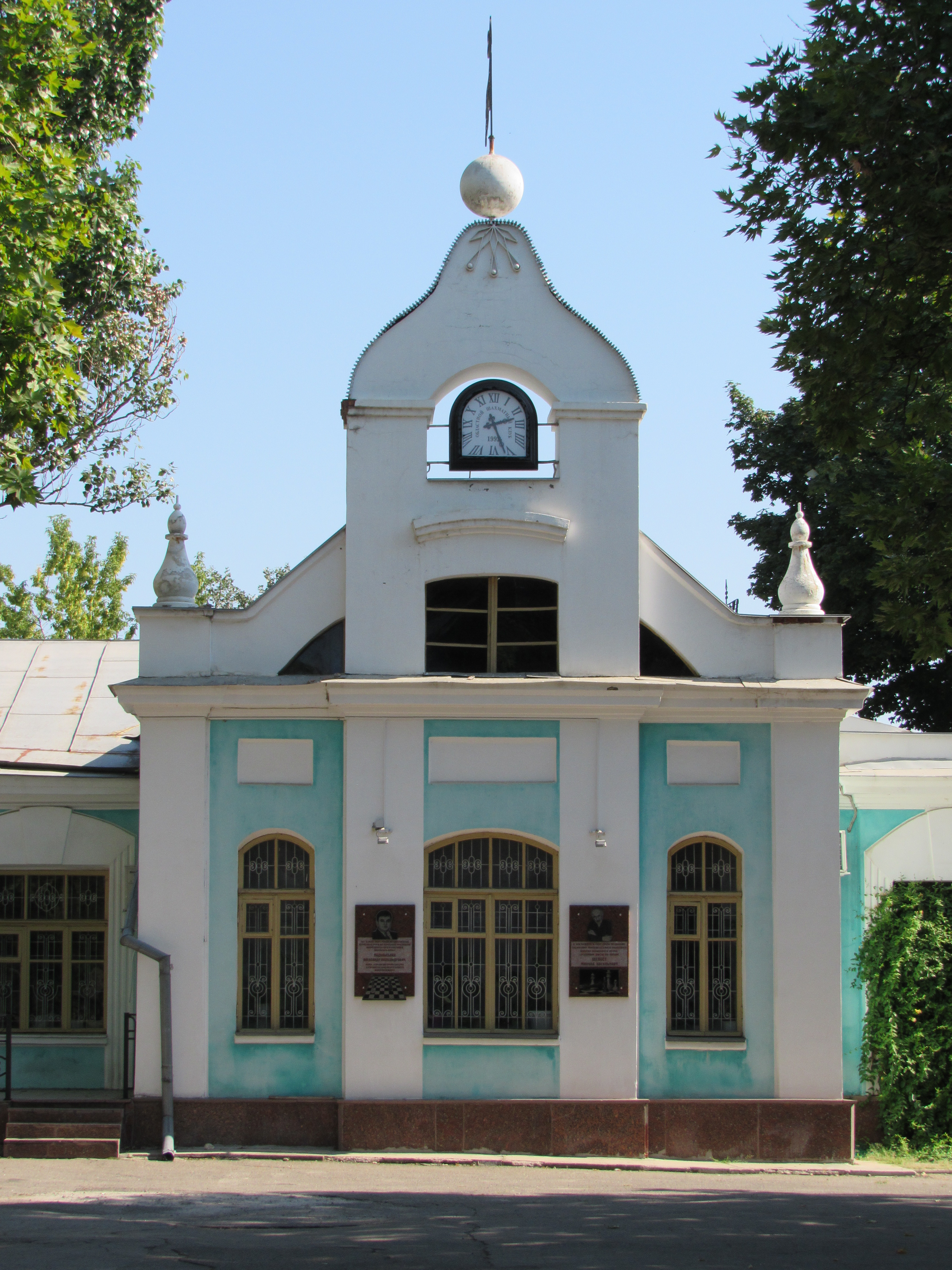
Будівля клубу. Південний фасад
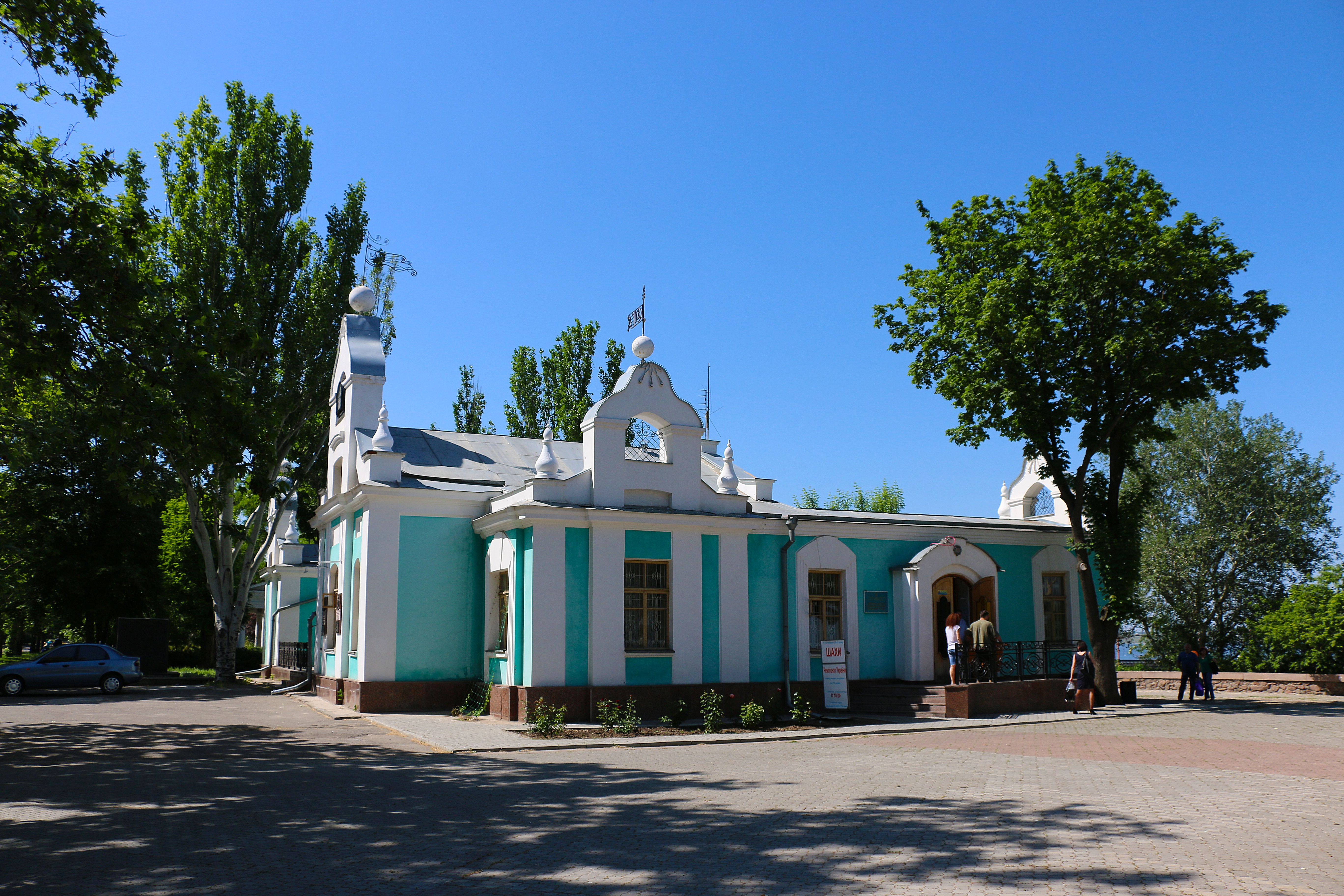
Будівля клубу. Східний фасад
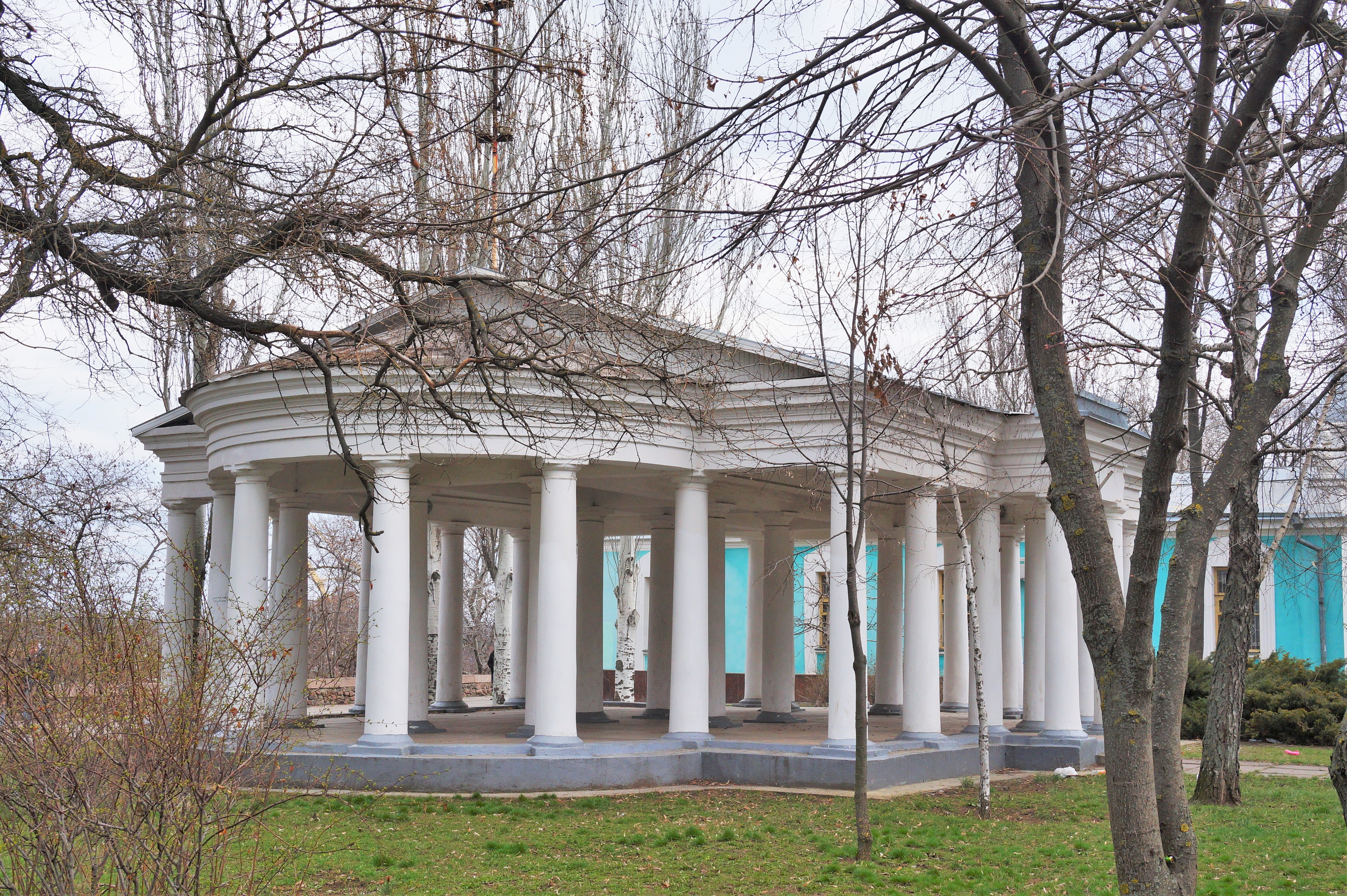
Ротонда клубу. Західна частина
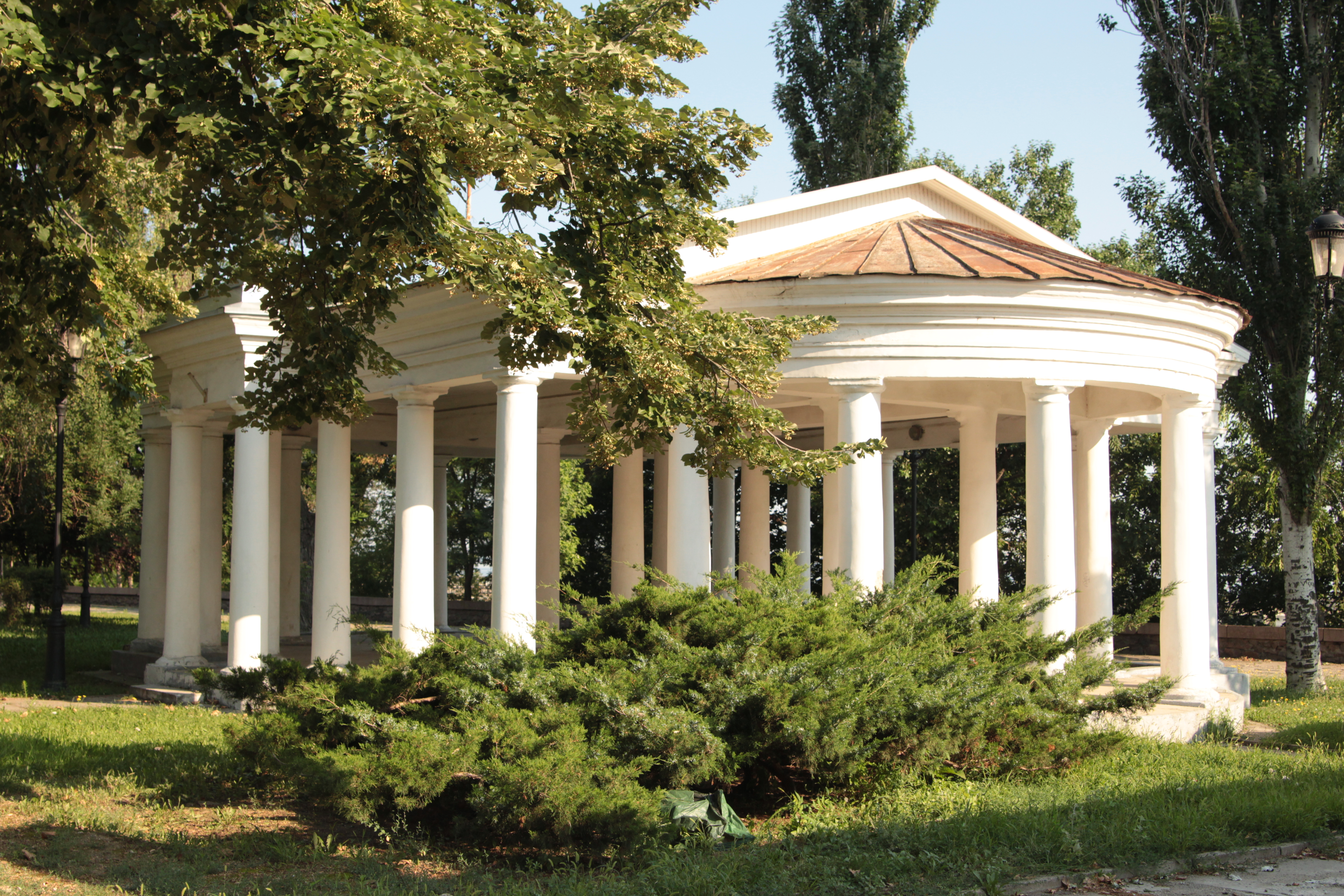
Ротонда клубу. Східна частина
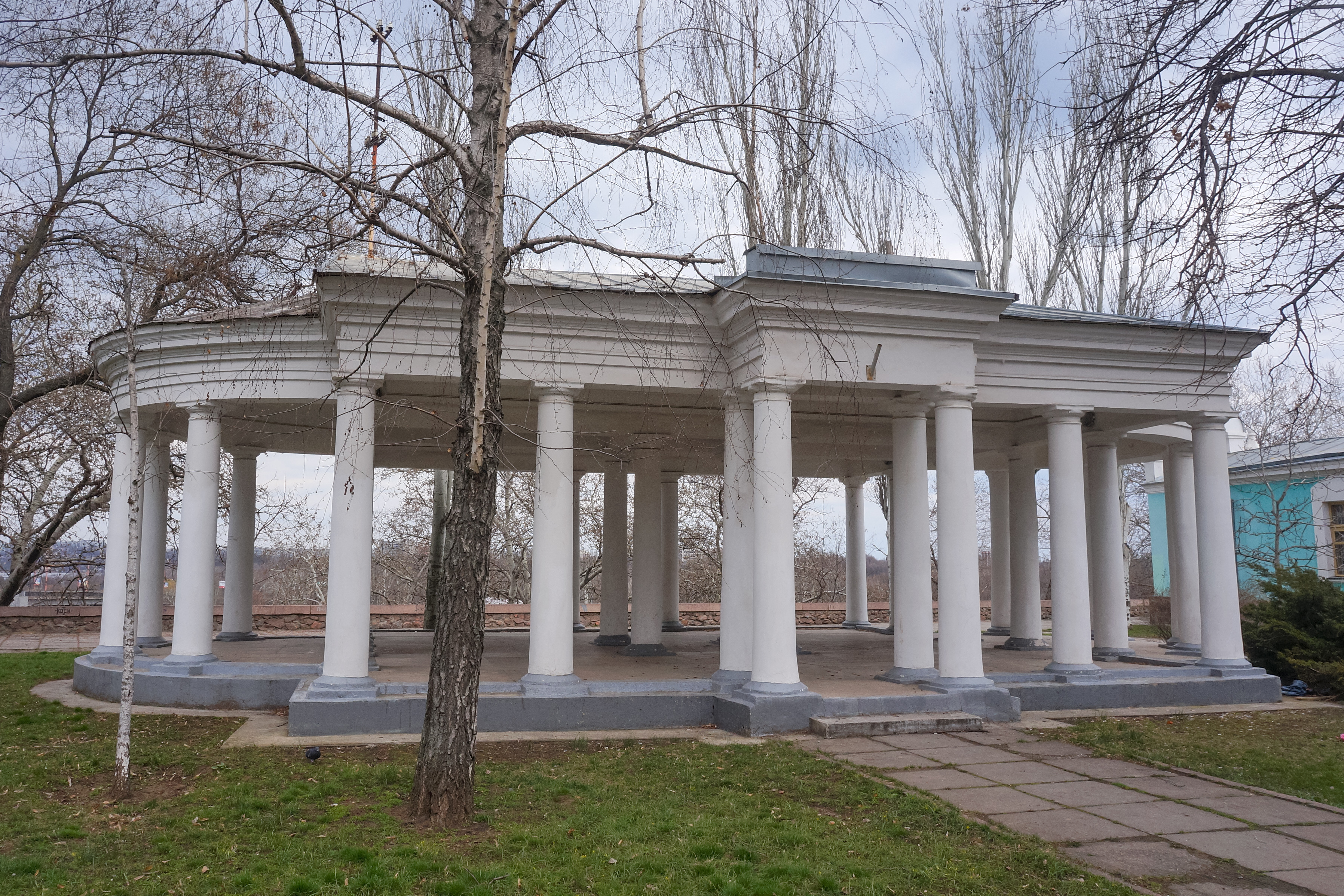
Ротонда клубу. Південна частина

### Шахи у Миколаєві
У різні часи доля шахового спорту складала по-різному, особливо в воєнні роки і період Жовтневого перевороту. Проте основною задачею завжди залишався пошук приміщення, оскільки постійного місяця, в якому шахісти могли б проводити турніри та приймати нових людей, не було.

Серед шахістів, що вперше прославили Миколаїв, вважаються сини першого директора Миколаївської обсерваторії Карла Кнорре – брати Віктор і Євген. Карл же і став для них першим вчителем. Автори книги «Шахматный Николаев», що розказує про історію становлення та розвитку шахового руху у Миколаєві, зазначають, що Карл Кнорре, окрім астрономії, не менше цікавився шахами:
«Навколо К. Х. Кнорре. склалася група найкращих шахістів міста. Вони систематично зустрічалися за шахівницею безпосередньо в будівлі обсерваторії. Фактично, це був перший міський шаховий гурток у тодішній російській провінції. Датою завершення формування цього гуртка на думку ряду дослідників є березень 1854 року»
Популярність у Миколаєві гра отримала в кінці XIX століття. За свідченнями, ініціативна група жителів міста, вирішила створити Миколаївське шахове товариство. Штабс-капітан Степанов 18 травня 1893 року подав прохання та проєкт статуту майбутнього товариства на ім'я Миколаївського військового губернатора. Дозвіл на створення шахового товариства було отримано. Відкриття відбулося в орендованому приміщенні, на той момент у товариство увійшли 23 особи.
Велика частина історії шахів у Миколаєві пов'язана з ім'ям Миколи Васильовича Шелеста. Приїхавши у Миколаїв у 1990 році, Шелест почав працювати над створенням шахового клубу. Результатом стало відкриття 1 листопада 1992 року обласної дитячо-юначої школи «Обласний шахово-шашковий клуб», де той зайняв посаду директора. 
Діяльність клубу не планувалося обмежувати лише шахами. Керівник клубу Микола Шелест у вітальні планував проводити світські вечори, зустрічі, відкрити картинну галерею. На жаль, цим планам не вдалося здійснитись і нічим, окрім шахів, у шаховому клубі згодом не займалися.
З 1993 року у Миколаєві почали проводити безліч змагань з шахів. Щорічно тут проводилися першості України серед хлопчиків та дівчаток до десяти років. У стінах цієї будівлі підготовлено кілька міжнародних гросмейстерів (серед яких О. Бортнік, О. Зубов, К. Рогонян, О. Возовик, В. Сивук), понад двадцять майстрів спорту, безліч кандидатів і розрядників.
Близько вісімдесяти шахових заходів проходить у клубі щороку. Одне з таких – фестиваль «Інгульські мости», у якому в різний час брали участь міжнародні майстри з Білорусі, Молдови, Болгарії і Росії.

## Змагання

### Фестивалі
- «Миколаївська зима»
- «Шлях до майстерності»
- «Інгульські мости»
- «Шахові надії України»

### Кубки
- Кубок Дикого Саду
- Кубок «Золота Нива»

### Чемпіонати
- Чемпіонат області по рапіду
- Чемпіонат області по бліцу

### Турніри
- Кваліфікаційні турніри
- Новорічний бліц-турнір

### Меморіальні змагання
- Меморіал Володимира Стопкіна
- Меморіал Олександра Подольського
- Меморіал Миколи Шелеста
- Меморіал Зирака Рахмангулова
- Меморіал Аркадія Шмиріна і Лариси Мучник

## Відомі учні

### Гросмейстери
- О. Бортнік
- О. Зубов
- К. Рогонян
- О. Возовик
- В. Сивук

### Майстера спорту
- О. Пєсков
- Д. Даниленко
- А. Рахмангулова
- К. Абрамчук